# Hoài Đức (huyện)
Hoài Đức là một huyện ngoại thành cũ thuộc thành phố Hà Nội, Việt Nam.

## Vị trí địa lý
Huyện Hoài Đức nằm ở ngoại thành Hà Nội, cách trung tâm thành phố khoảng 16 km, có vị trí địa lý:
- Phía Bắc giáp huyện Đan Phượng
- Phía Tây giáp huyện Quốc Oai và huyện Phúc Thọ với ranh giới là sông Đáy
- Phía Nam giáp quận Hà Đông và huyện Quốc Oai
- Phía Đông giáp quận Bắc Từ Liêm, quận Nam Từ Liêm và quận Hà Đông

Huyện có địa hình tương đối bằng phẳng. Sông Đáy chảy qua phía Tây huyện, tạo thành ranh giới với các huyện Phúc Thọ và Quốc Oai. Dân số huyện năm 2019 là 262.943 người, trong đó 9% dân số theo đạo Thiên Chúa.

## Lịch sử
Tên gọi Hoài Đức có từ năm 622 đời Đường, niên hiệu Vũ Đức do huyện Tống Bình tách ra làm 2 huyện Giao Chỉ và Hoài Đức.
Năm 621 đổi Tống Bình thành Tống Châu, tách đặt 2 huyện Hoằng Giáo và Nam Định. Nghĩa là Tống Châu gồm 2 huyện Hoằng Giáo và Nam Định. Thành lập Từ Châu gồm 3 huyện Từ Liêm (có sông Tô Lịch), Ô Diên (chỗ sông Hồng tiếp sang sông Đuống, nay là Phùng, Đan Phượng) và Vũ Lập.
Năm 622 tách Tống Châu đặt thêm huyện Giao Chỉ và huyện Hoài Đức. Nghĩa là Tống Châu gồm 4 huyện Hoằng Giáo, Hoài Đức, Nam Định, Giao Chỉ. Năm 623 đổi Tống Châu thành châu Nam Tống.
Năm 627, bỏ châu Nam Tống, lấy 3 huyện Hoằng Giáo, Hoài Đức và Giao Chỉ kia để lập lại huyện Tống Bình (nay khoảng Hoài Đức, Từ Liêm). Dời huyện Giao Chỉ đến Nam Từ Châu rồi đổi tên nó thành huyện Giao Chỉ mới (khoảng Đan Phượng, Phúc Thọ) trên đường sang Phong Châu (Thạch Thất, Sơn Tây).
Thời Lý-Trần, phần đất huyện Hoài Đức hiện nay thuộc thuộc châu Từ Liêm và huyện Từ Liêm, phủ Đông Đô, lộ Đông Đô. Thời Lê, phần đất huyện Hoài Đức hiện nay thuộc huyện Đan Phượng và huyện Từ Liêm, phủ Quốc Oai, trấn Sơn Tây.

### Phủ Hoài Đức nhà Nguyễn

Bản đồ phủ Hoài Đức tỉnh Hà Nội và thành Hà Nội năm 1883

Năm Gia Long thứ 4 (1805), vua Gia Long đổi tên phủ Phụng Thiên của Thăng Long (thời Hậu Lê) thành phủ Hoài Đức, với nguyên trạng phần đất Phụng Thiên cũ, gồm 2 huyện Vĩnh Thuận (tức là huyện Quảng Đức thời Hậu Lê) và Thọ Xương (hay Vĩnh Xương) thời Lê.
Phủ Hoài Đức những năm đầu nhà Nguyễn (từ những năm 1805–1831) là phần đất thuộc các huyện Đan Phượng và Từ Liêm, phủ Quốc Oai, trấn Sơn Tây. Phần thuộc huyện Đan Phượng gồm các xã: Dương Liễu, Cát Quế (Quế Dương), Yên Sở... thuộc tổng Dương Liễu; Lai Xá (Lai Xá, Kim Chung),...thuộc tổng Kim Thìa; Sơn Đồng thuộc tổng Sơn Đồng; Đắc Sở, Lại Yên... thuộc tổng Đắc Sở;...Phần thuộc huyện Từ Liêm gồm các xã: Vân Canh,... thuộc tổng Hương Canh; La Phù, An Khánh, An Thượng, Đông La, Vân Côn... thuộc tổng Yên Lũng;...
Năm 1831, vua Minh Mạng lập tỉnh Hà Nội. Phủ Hoài Đức là một trong 4 phủ của tỉnh Hà Nội là: Hoài Đức, Ứng Hòa, Thường Tín, Lý Nhân. Đồng thời cũng trong năm này, huyện Từ Liêm dược tách ra khỏi phủ Quốc Oai, tỉnh Sơn Tây cho lệ vào phủ Hoài Đức, (một phần của huyện Hoài Đức ngày nay cũng theo huyện Từ Liêm nhà Nguyễn nhập vào phủ Hoài Đức). Phủ lị ở thôn Tiên Thị, huyện Thọ Xương, nay là khu vực phố Phủ Doãn, quận Hoàn Kiếm, Hà Nội. Tường thành phủ chu vi 203 trượng, cao 7 thước, 2 tấc, mở 3 cưa, hào rộng 2 trượng 5 thước, tường thành hình vuông, chiều Đông Bắc – Tây Nam. Phía Bắc giáp phố Ấu Triệu hiện nay. Năm 1833, dời đến xã Dịch Vọng, huyện Từ Liêm, do phủ kiêm lý, đắp thành phủ mới, có hào, mặt trước, nay là đường Nguyễn Phong Sắc quận Cầu Giấy Hà Nội. Năm 1883, tại lỵ sở phủ Hoài Đức diễn ra một trận kháng cự của quân đội nhà Nguyễn cùng quân Cờ Đen chống lại cuộc tấn công của quân đội Viễn chinh Pháp, trước khi nhà Nguyễn chính thức đầu hàng Pháp.
Quy mô phủ Hoài Đức lúc này bao gồm:
- Huyện Thọ Xương (8 tổng: 193 phường, thôn, trại) gồm các tổng: Tả Túc, Tiền Túc, Hữu Túc, Hậu Túc, Tả Nghiêm, Tiền Nghiêm, Hữu Nghiêm, Hậu Nghiêm.
- Huyện Vĩnh Thuận (5 tổng: 57 xã, thôn, phường, trại) gồm các tổng: Thượng, Trung, Nội, Hạ, Yên Thành.
- Huyện Từ Liêm (13 tổng: 91 xã, thôn, trang, trại, phường, sở) gồm các tổng: Thượng Hội, Thượng Trì, Hạ Trì, Phú Gia, Minh Cảo, Cổ Nhuế, Dịch Vọng, Hương Canh, Tây Đam, Thượng Ốc, Yên Lũng, La Nội, Thiên Mỗ.

Năm 1888, huyện Đan Phượng thuộc phủ Quốc Oai, tỉnh Sơn Tây, được nhập vào phủ Hoài Đức, tỉnh Hà Nội, kéo theo một phần đất của Hoài Đức ngày nay thuộc Đan Phượng thời đó, được nhập vào phủ Hoài Đức. Huyện Đan Phượng (9 tổng: 60 xã, thôn, châu, phường, vạn) gồm các tổng: Sơn Đồng, Hạ Hiệp, Thượng Hiệp, Kim Thia, Phượng Thượng, Dương Liễu, Đắc Sở, Thiên Mạc, Thu Vĩ.
Từ ngày 6 tháng 12 năm 1904, phủ Hoài Đức thuộc tỉnh Hà Đông. Năm 1945, thì bỏ phủ Hoài, phần đất nguyên của phủ Hoài Đức được nhập vào Hà Nội.

### Huyện Hoài Đức hiện nay
Sau năm 1945, huyện Hoài Đức, tỉnh Hà Đông được thành lập trên phần đất nguyên là một số xã của các huyện Đan Phượng và huyện Từ Liêm cũ. Từ tháng 3 năm 1947, bốn huyện Đan Phượng, Hoài Đức, Thanh Trì, Thanh Oai và thị xã Hà Đông được cắt chuyển về thành phố Hà Nội theo quyết định của Khu II. (Khi sự kiện 19 tháng 12 năm 1946 nổ ra, Mặt trận Hà Nội được sáp nhập vào Khu II. Từ ngày 1 tháng 11 năm 1948, Khu 2 đặt quyền trực thuộc của Liên khu 3, nhưng đến tháng 5 năm 1949 thì khu Hà Nội lại được tách ra để thành lập Mặt trận Hà Nội độc lập, trực thuộc Bộ Tổng tư lệnh. Tình trạng này được duy trì cho đến sau năm 1954, khi đấy gọi là Khu Hà Nội).
Từ ngày 12 tháng 3 năm 1947 đến tháng 5 năm 1948, huyện Hoài Đức được gộp vào liên quận huyện IV, bao gồm Hoài Đức và Đan Phượng. Tháng 5 năm 1947, Trung ương quyết định tách ba tỉnh Hà Nội, Hà Đông, Sơn Tây ra khỏi Khu II, thành lập Khu XI. Tháng 5 năm 1948 đến tháng 10 năm 1948, Khu XI được Trung ương quyết định giải thể Khu XI và thành lập tỉnh Lưỡng Hà thuộc Liên khu III. Lúc này, liên quận huyện IV - Hoài Đức và Hoài Đức được tách ra thành huyện Liên Bắc. Hoài Đức thuộc huyện Liên Bắc, tỉnh Lưỡng Hà.
Từ tháng 10 năm 1948 đến tháng 3 năm 1954, Khu uỷ III tách Lưỡng Hà thành 2 tỉnh Hà Đông và Hà Nội, do vậy, lúc này, Hoài Đức thuộc huyện Liên Bắc tỉnh Hà Đông.
Đến tháng 11 năm 1953, huyện Hoài Đức và huyện Đan Phượng được tách bởi huyện Liên Bắc. Hoài Đức bao gồm 10 xã: Kim Chung, Thọ Nam, An Thượng, Sơn Trang, Hữu Hưng, Dương Cát, Đại La, Phương Sơn, Vân Côn, Mã Tân. Tháng 4 năm 1954, huyện Hoài Đức được tái lập và thuộc tỉnh Hà Đông quản lý theo quyết định của Liên khu uỷ III.
Sau khi hoàn thành cải cách ruộng đất năm 1956, để phù hợp với những quy định mới về quản lý đơn vị hành chính, một số xã được tách ra, thay đổi lại. Lúc này huyện Hoài Đức có 25 xã: An Khánh, An Thượng, Cát Quế, Cương Kiên, Đắc Sở, Di Trạch, Đông La, Đức Giang, Đức Thượng, Dương Liễu, Dương Nội, Hữu Hưng, Kim Chung, La Phù, Lại Yên, Minh Khai, Sơn Đồng, Song Phương, Tiền Yên, Vân Canh, Vân Côn, Văn Khê, Xuân Phương, Yên Nghĩa, Yên Sở.
Ngày 20 tháng 4 năm 1961, 3 xã của huyện Hoài Đức, tỉnh Hà Đông là Cương Kiên, Hữu Hưng và Xuân Phương được sáp nhập vào thành phố Hà Nội (nay là các phường Trung Văn, Tây Mỗ, Đại Mỗ, Phương Canh và Xuân Phương thuộc quận Nam Từ Liêm và một phần phường Tây Tựu thuộc quận Bắc Từ Liêm).
Ngày 21 tháng 4 năm 1965, huyện Hoài Đức thuộc tỉnh Hà Tây mới được thành lập do hợp nhất 2 tỉnh Hà Đông và Sơn Tây. Ngày 15 tháng 9 năm 1969, chuyển xã Văn Khê vào thị xã Hà Đông (nay là 2 phường La Khê và Phú La thuộc quận Hà Đông). Ngày 27 tháng 12 năm 1975, huyện Hoài Đức thuộc tỉnh Hà Sơn Bình do hợp nhất 2 tỉnh Hà Tây và Hòa Bình.
Ngày 27 tháng 12 năm 1978, huyện Hoài Đức sáp nhập vào thành phố Hà Nội. Đồng thời tiếp nhận 4 xã Tân Phú, Đại Thành, Cộng Hòa, Tân Hòa của huyện Quốc Oai và 2 xã Phụng Châu, Tiên Phương của huyện Chương Mỹ. Ngày 12 tháng 8 năm 1991, tỉnh Hà Tây được tái lập, tách từ tỉnh Hà Sơn Bình. Huyện Hoài Đức thuộc tỉnh Hà Tây.
Ngày 23 tháng 6 năm 1994, Hoài Đức trả lại các xã Phụng Châu, Tiên Phương cho huyện Chương Mỹ và trả lại các xã Tân Phú, Đại Thành, Cộng Hòa, Tân Hòa cho huyện Quốc Oai; đồng thời, thị trấn Trạm Trôi được thành lập trên cơ sở tách thôn Giang Xá của xã Đức Giang và trở thành huyện lị của huyện.
Ngày 23 tháng 9 năm 2003, chuyển xã Yên Nghĩa vào thị xã Hà Đông. Ngày 4 tháng 1 năm 2006, chuyển xã Dương Nội vào thị xã Hà Đông. Như vậy, huyện Hoài Đức có thị trấn Trạm Trôi và 19 xã: An Khánh, An Thượng, Cát Quế, Đắc Sở, Di Trạch, Đông La, Đức Giang, Đức Thượng, Dương Liễu, Kim Chung, La Phù, Lại Yên, Minh Khai, Sơn Đồng, Song Phương, Tiền Yên, Vân Canh, Vân Côn, Yên Sở, giữ ổn định cho đến nay.
Ngày 1 tháng 8 năm 2008, huyện Hoài Đức sáp nhập vào thành phố Hà Nội.
Ngày 1 tháng 7 năm 2025, sau khi hoàn thành sắp xếp đơn vị hành chính cấp xã, huyện Hoài Đức chính thức bị giải thể để thực hiện chính quyền địa phuơng 2 cấp, không tổ chức cấp huyện.

## Hành chính
Huyện Hoài Đức có 20 đơn vị hành chính trực thuộc, bao gồm thị trấn Trạm Trôi (huyện lỵ) và 19 xã: An Khánh, An Thượng, Cát Quế, Đắc Sở, Di Trạch, Đông La, Đức Giang, Đức Thượng, Dương Liễu, Kim Chung, La Phù, Lại Yên, Minh Khai, Sơn Đồng, Song Phương, Tiền Yên, Vân Canh, Vân Côn, Yên Sở.
| Danh sách các đơn vị hành chính trực thuộc huyện Hoài Đức | Danh sách các đơn vị hành chính trực thuộc huyện Hoài Đức | Danh sách các đơn vị hành chính trực thuộc huyện Hoài Đức | |
| --- | --------------------------------------------------------- | --------------------------------------------------------- | --- |
| \| Tên \| Diện tích (km²) \| Dân số năm 2017 (người) \| Các thôn, xóm \| \| --------------------------------------------------- \| --------------- \| ----------------------- \| ------------------------------------------------------------------------------------------------------------------------------- \| \| Thị trấn (1) \| \| \| \| \| Trạm Trôi \| 1,224 \| 6.059 \| Thôn Giang Xá, Đường Vạn Xuân \| \| Xã (19) \| \| \| \| \| An Khánh \| 8,4682 \| 19.858 \| Thôn Ngãi Cầu, Vân Lũng, Yên Lũng, An Thọ, Phú Vinh, Trường An, An Bình \| \| An Thượng \| 7,6209 \| 15.714 \| Thôn Đào Nguyên, Ngự Câu, An Hạ, Thanh Quang, Lại Dụ \| \| Cát Quế \| 4,2824 \| 17.381 \| Thôn Cát Ngòi, Quế Dương, Tháp Thượng, Tam Hợp \| \| Đắc Sở \| 2,0064 \| 4.610 \| Thôn 1,2,3,4,5,6 \| \| Di Trạch \| 2,8240 \| 9.002 \| Thôn Dậu 1, Dậu 2, Đa, Dền, Vực, Ải \| \| Đông La \| 4,4943 \| 12.144 \| Thôn Đông Lao, Đồng Nhân, La Tinh \| \| Đức Giang \| 3,2839 \| 13.005 \| Thôn Cao Trung, Cao Hạ, Lưu Xá, Lũng Kênh \| \| Đức Thượng \| 5,1345 \| 12.388 \| Thôn Thượng Thụy, Nội, Chiền, Nhuệ, Phú Đa, Cựu Quán, Cao Xá Thượng và phố Thú y \| \| Dương Liễu \| 4,3193 \| 14.482 \| Xóm Chàng Chợ, Chàng Trũng, Gia, Đồng, Thống Nhất, Quê, Đồng Phú, Me Táo, Mới, Hợp Nhất, Đoàn Kết, Chùa Đồng, Đình Đàu, Hòa Hợp \| \| Kim Chung \| 3,8774 \| 12.935 \| Thôn Lai Xá, Yên Vĩnh, Yên Bệ, Đại Tự \| \| La Phù \| 3,4539 \| 11.435 \| Thôn Chùa Tổng, Tiền Phong, Đấu tranh, Đoàn Kết, Minh Khai, Trần Phú, Quyết Tiến, Thắng Lợi, Thống Nhất, Hoa Thám, Độc Lập \| \| Lại Yên \| 3,3584 \| 8.052 \| Thôn 1,2,3,4 \| \| Minh Khai \| 1,9349 \| 6.253 \| Thôn Minh Hòa 1,2,3,4, Minh Hiệp 1,2,3 \| \| Sơn Đồng \| 3,4529 \| 9.846 \| Xóm Đông, Đồng, Hàn, Rô, Rảnh, Xa, Đình, Thượng, Gạch, Chiêu, Ngã Tư \| \| Song Phương \| 5,7087 \| 14,032 \| thôn Phương Bảng và Phương Viên \| \| Tiền Yên \| 3,0880 \| 6.953 \| Thôn Yên Thái, Tiền Lệ \| \| Vân Canh \| 4,4832 \| 9.682 \| Thôn Hậu Ái, Kim Hoàng, An Trai \| \| Vân Côn \| 6,6975 \| 13.869 \| Thôn Quyết Tiến, Cát Thuế, Mộc Hoàn Đình, Mộc Hoàn Giáo, Linh Thượng, Vân Côn, Phương Quan, Cù Sơn \| \| Yên Sở \| 4,4944 \| 10.887 \| Thôn 1,2,3,4,5,6,7,8,9 \| \| Nguồn: Niên giám thống kê tóm tắt 2017 (20/07/2018) \| \| \| \| |                                                           |                                                           | |
| Tên | Diện tích (km²)                                           | Dân số năm 2017 (người)                                   | Các thôn, xóm |
| Thị trấn (1) |                                                           |                                                           | |
| Trạm Trôi | 1,224                                                     | 6.059                                                     | Thôn Giang Xá, Đường Vạn Xuân                                                                                                   |
| Xã (19) |                                                           |                                                           | |
| An Khánh | 8,4682                                                    | 19.858                                                    | Thôn Ngãi Cầu, Vân Lũng, Yên Lũng, An Thọ, Phú Vinh, Trường An, An Bình                                                         |
| An Thượng | 7,6209                                                    | 15.714                                                    | Thôn Đào Nguyên, Ngự Câu, An Hạ, Thanh Quang, Lại Dụ                                                                            |
| Cát Quế | 4,2824                                                    | 17.381                                                    | Thôn Cát Ngòi, Quế Dương, Tháp Thượng, Tam Hợp                                                                                  |
| Đắc Sở | 2,0064                                                    | 4.610                                                     | Thôn 1,2,3,4,5,6 |
| Di Trạch | 2,8240                                                    | 9.002                                                     | Thôn Dậu 1, Dậu 2, Đa, Dền, Vực, Ải                                                                                             |
| Đông La | 4,4943                                                    | 12.144                                                    | Thôn Đông Lao, Đồng Nhân, La Tinh                                                                                               |
| Đức Giang | 3,2839                                                    | 13.005                                                    | Thôn Cao Trung, Cao Hạ, Lưu Xá, Lũng Kênh                                                                                       |
| Đức Thượng | 5,1345                                                    | 12.388                                                    | Thôn Thượng Thụy, Nội, Chiền, Nhuệ, Phú Đa, Cựu Quán, Cao Xá Thượng và phố Thú y                                                |
| Dương Liễu | 4,3193                                                    | 14.482                                                    | Xóm Chàng Chợ, Chàng Trũng, Gia, Đồng, Thống Nhất, Quê, Đồng Phú, Me Táo, Mới, Hợp Nhất, Đoàn Kết, Chùa Đồng, Đình Đàu, Hòa Hợp |
| Kim Chung | 3,8774                                                    | 12.935                                                    | Thôn Lai Xá, Yên Vĩnh, Yên Bệ, Đại Tự                                                                                           |
| La Phù | 3,4539                                                    | 11.435                                                    | Thôn Chùa Tổng, Tiền Phong, Đấu tranh, Đoàn Kết, Minh Khai, Trần Phú, Quyết Tiến, Thắng Lợi, Thống Nhất, Hoa Thám, Độc Lập      |
| Lại Yên | 3,3584                                                    | 8.052                                                     | Thôn 1,2,3,4 |
| Minh Khai | 1,9349                                                    | 6.253                                                     | Thôn Minh Hòa 1,2,3,4, Minh Hiệp 1,2,3                                                                                          |
| Sơn Đồng | 3,4529                                                    | 9.846                                                     | Xóm Đông, Đồng, Hàn, Rô, Rảnh, Xa, Đình, Thượng, Gạch, Chiêu, Ngã Tư                                                            |
| Song Phương | 5,7087                                                    | 14,032                                                    | thôn Phương Bảng và Phương Viên                                                                                                 |
| Tiền Yên | 3,0880                                                    | 6.953                                                     | Thôn Yên Thái, Tiền Lệ |
| Vân Canh | 4,4832                                                    | 9.682                                                     | Thôn Hậu Ái, Kim Hoàng, An Trai                                                                                                 |
| Vân Côn | 6,6975                                                    | 13.869                                                    | Thôn Quyết Tiến, Cát Thuế, Mộc Hoàn Đình, Mộc Hoàn Giáo, Linh Thượng, Vân Côn, Phương Quan, Cù Sơn                              |
| Yên Sở | 4,4944                                                    | 10.887                                                    | Thôn 1,2,3,4,5,6,7,8,9 |
| Nguồn: Niên giám thống kê tóm tắt 2017 (20/07/2018) |                                                           |                                                           | |

## Hạ tầng
Hiện nay, trên địa bàn huyện Hoài Đức đã và đang hình thành một số khu đô thị cao cấp như: khu đô thị Bắc An Khánh, khu đô thị Nam An Khánh, Khu đô thị Vinhomes Thăng Long, khu đô thị Bắc Quốc lộ 32, Dự án nam 32, khu đô thị Vân Canh, khu đô thị Hinode Royal Park, khu đô thị Sơn Đồng, khu đô thị Tây Đô, khu đô thị An Thịnh, khu đô thị An Khánh - An Thượng, khu đô thị Dầu khí Đức Giang, khu đô thị Dầu khí An Thượng, khu đô thị Mai Linh - Đông Đô, khu đô thị Đại học Vân Canh, khu đô thị Hinode Royal Park...
Ở đây có công viên Thiên đường Bảo Sơn nằm trên đường Lê Trọng Tấn.

### Giao thông
Hoài Đức có đại lộ Thăng Long, quốc lộ 32 (từ km13 + 920 đến km19 + 985), tỉnh lộ 422, 423 chạy qua, đường đê tả Đáy rộng 7m thảm nhựa.
Hiện nay, huyện Hoài Đức đang triển khai xây dựng các tuyến đường vành đai như Đường vành đai 3.5, Đường vành đai 4, Đường Liên khu vực 8, Đường Liên khu vực 1, đường Lại Yên - Vân Canh.
Các dự án đường sắt đô thị đi qua địa bàn huyện (dự kiến) là các Tuyến số 3 (Sơn Tây - Nhổn - Yên Sở), Tuyến số 5 (Hồ Tây - Hòa Lạc), Tuyến số 6 (Nội Bài - Ngọc Hồi), Tuyến số 7 (Mê Linh - Ngọc Hồi), Tuyến số 8 (Sơn Đồng - Dương Xá), trong đó Tuyến số 5 hiện đang được đầu tư xây dựng.
- Quốc lộ, Tỉnh lộ

1. Quốc lộ 32
2. Đại lộ Thăng Long
3. Đường 422 (Đường 79 cũ)
4. Đường 422B (đường Vân Canh - Sơn Đồng)
5. Đường 423 (Đường 72 cũ)
6. Đường 70
7. Đường đê tả Đáy

- Đường liên huyện

1. Sơn Đồng - Cát Quế
2. Sơn Đồng - Song Phương
3. Lại Yên - An Khánh
4. Lại Yên - Vân Canh
5. Lại Yên - Tiền Yên
6. Song Phương - Vân Côn
7. Sơn Đồng - Đắc Sở - Tiền Yên
8. Dương Liễu - Đức Thượng
9. Dương Liễu - Minh Khai

- Đường, phố khác

1. Đường An Khánh
2. Đường An Thái
3. Đường Bồ Quân
4. Đường Chùa Tổng
5. Đường Đào Trực
6. Đường Hoàng Tùng
7. Đường Kẻ Sấu
8. Đường Kim Thìa
9. Đường Lý Đàm Nghiên
10. Đường Lý Phục Man
11. Đường Nguyễn Viết Thứ
12. Đường Phương Quan
13. Đường Quế Dương
14. Đường Sơn Đồng
15. Đường Thượng Ốc
16. Đường Tiền Lệ
17. Đường Triệu Túc
18. Đường Vân Canh
19. Đường Vân Côn
20. Đường Lý Nam Đế
21. Đường Vạn Xuân (từ Cổng chào Hoài Đức - hết đoạn đường đôi QL32).[16]

### Hệ thống xe buýt

#### Điểm đầu cuối và trung chuyển
- Học viện Chính sách và Phát triển (19)
- KĐT Vân Canh (50)
- Bến xe Hoài Đức (97)

#### Các tuyến xe buýt hoạt động
| Tuyến xe buýt                                         | Lộ trình trong khu vực huyện Hoài Đức |
| ----------------------------------------------------- | --- |
| 19(Trần Khánh Dư - Học viện Chính sách và Phát triển) | ... - Hoàng Tùng - An Khánh - Đường nội bộ KĐT Sudico Nam An Khánh - Cổng số 2 KĐT Vinhomes Thăng Long - Học viện Chính sách và Phát triển    |
| 20A(Cầu Giấy - Bến xe Sơn Tây)                        | ... - Vạn Xuân -... |
| 29(Bến xe Giáp Bát - Tân Lập)                         | ... - Vạn Xuân -... |
| 50(Long Biên - KĐT Vân Canh)                          | ... - Xuân Phương - Đường nội bộ KĐT Vân Canh - KĐT Vân Canh                                                                                  |
| 57(Bến xe Nam Thăng Long - KCN Phú Nghĩa)             | ... - Xuân Phương -... |
| 66(Bến xe Yên Nghĩa - Bến xe Phùng)                   | ... - Hoàng Tùng - Đường nội bộ KĐT Nam An Khánh - Phố Đông - An Khánh - Cầu vượt An Khánh - Đại lộ Thăng Long (đường gom) - Lý Phục Man -... |
| 74(Bến xe Mỹ Đình - Xuân Khanh)                       | ... - Đại lộ Thăng Long -... |
| 87(Bến xe Mỹ Đình - Quốc Oai - Xuân Mai)              | ... - Đại lộ Thăng Long - Đường nội bộ KĐT Nam An Khánh - Hoàng Tùng - Đại lộ Thăng Long -...                                                 |
| 88(Bến xe Mỹ Đình - Hòa Lạc - Xuân Mai)               | ... - Đại lộ Thăng Long -... |
| 89(Bến xe Yên Nghĩa - Bến xe Sơn Tây)                 | ..... Chùa Tổng - Thượng Ốc - Đê Tả Đáy - Phương Quan -....                                                                                   |
| 92(Nhổn - Phú Sơn (Ba Vì))                            | ... - Vạn Xuân -... |
| 97(Hoài Đức - Công viên Nghĩa Đô)                     | Hoài Đức (bến xe Hoài Đức) - Vạn Xuân - Triệu Túc - Ngã tư Sơn Đồng - Kim Thìa - Vân Canh - Xuân Phương -...                                  |
| 107(Bến xe Kim Mã - LVHDL các dân tộc Việt Nam)       | ... - Đại lộ Thăng Long -... |
| 117(Hòa Lạc - Nhổn)                                   | ... - Vạn Xuân -... |
| 157(Bến xe Mỹ Đình - Bến xe Sơn Tây)                  | ... - Đại lộ Thăng Long -... |
| 163(Bến xe Yên Nghĩa - Nhổn)                          | ... - Bồ Quân - Lý Phục Man - Quế Dương - Sơn Đồng - Triệu Túc - Vạn Xuân -...                                                                |
| E06(Bến xe Giáp Bát - Vinhomes Smart City)            | ... - Hoàng Tùng - Đường nội bộ KĐT Geleximco -...                                                                                            |

## Làng nghề
Huyện Hoài Đức là nơi tập trung nhiều làng nghề. Toàn huyện có 52 làng nghề và làng có nghề, trong đó có 12 làng nghề đã được cấp bằng công nhận. Các làng nghề thuộc nhóm chế biến lương thực, thực phẩm và nông sản chiếm nhiều nhất tập trung ở tất cả các thôn thuộc các xã Dương Liễu, Cát Quế, Minh Khai, La Phù và nhiều thôn ở các xã Đức Giang, Yên Sở, An Thượng... Trong nhóm nghề chế biến lương thực, thực phẩm và nông sản của huyện rất đa dạng bao gồm nhiều ngành nghề như: làm miến, bún bánh, bột sắn, mạch nha, bột rong, sơ chế sản phẩm từ đường, xay xát và làm gạo, bánh đa nem, nấu rượu, bánh kẹo,... nhóm nghề này vẫn đang hoạt động hiệu quả và phát triển tốt. Ngoài ra, huyện còn có nhiều nghề khác như các làng nghề thuộc nhóm mộc, cơ khí, sinh vật cảnh, dệt may, xây dựng. Riêng các làng nghề thuộc nhóm nghề mây tre đan hoạt động kém hiệu quả số lượng lao động tham gia giảm còn rất ít và dần mai một. Các làng nghề, làng nghề truyền thống, làng có nghề và ngành nghề ở các địa phương trong huyện:
- Chế biến lương thực, thực phẩm và nông sản (miến, bột rong) các thôn ở xã Minh Khai
- Nghề làm hương ở Lại Yên
- Làm mành tre thôn Vân Lũng (An Khánh)
- Có nghề làm gạo ở thị trấn Trạm Trôi
- Nghề mây tre đan ở Song Phương
- Chế biến lương thực, thực phẩm và nông sản (tinh bột rong, bột sắn, mạch nha, nấu rượu) và chăn nuôi các thôn ở xã Cát Quế
- Nghề cơ khí (gia công, gò hàn, két sắt) và mộc (dân dụng, mĩ nghệ) ở Đại Tự (Kim Chung)
- Nghề làm rau ở Tiền Lệ (Tiền Yên)
- Làm tranh (thất truyền) Kim Hoàng (Vân Canh)
- Bánh đa nem, nấu rượu Ngự Câu (An Thượng)
- Chế biến lương thực, thực phẩm (xay xát, buôn bán, làm gạo) thôn Lưu Xá (Đức Giang)
- Trồng phật thủ ở Đắc Sở
- Dệt may, sơ chế gỗ, trồng hoa Đồng Nhân (Đông La)
- Nghề xây dựng ở Vân Côn
- Mộc điêu khắc (đồ thờ, tạc tượng) các thôn ở Sơn Đồng
- Nghề xây dựng và một số còn nghề chế biến lương thực, thực phẩm và nông sản thôn ở xã Yên Sở
- Có nghề thuốc nam ở Vân Canh
- Nghề nhiếp ảnh thôn Lai Xá (Kim Chung)
- Chế biến lương thực, thực phẩm (bún, bánh, thịt chó) thôn Cao Xá Hạ (Đức Giang)
- Nghề nấu rượu ở Trại Chiêu (Sơn Đồng)
- Làng bánh kẹo, lương thực, thực phẩm khô (sản xuất, buôn bán, làm nguyên liệu thực phẩm, nông sản chế biến, đồ đựng (gói) thực phẩm rượu, bia, nước giải khát), hàng sinh hoạt thiết yếu và dệt may (thảm, len, bít tất, may mặc) các thôn ở xã La Phù
- Chế biến lương thực, thực phẩm và nông sản (miến, sơ chế sản phẩm từ đường, nguyên liệu làm bánh kẹo và miến) các thôn ở xã Dương Liễu.

Hoài Đức có 12 làng nghề đã được cấp bằng công nhận:
| STT | Tên làng nghề                                      | Địa chỉ               |
| 1   | Làng nghề chế biến Lương thực thực phẩm Lưu Xá     | Đức Giang – Hoài Đức  |
| 2   | Làng nghề Bún bánh Cao Xá Hạ                       | Đức Giang – Hoài Đức  |
| 3   | Làng nghề điêu khắc mỹ nghệ                        | Sơn Đồng – Hoài Đức   |
| 4   | Làng nghề bánh kẹo – dệt kim                       | La Phù – Hoài Đức     |
| 5   | Làng nghề chế biến nông sản thực phẩm              | Minh Khai – Hoài Đức  |
| 6   | Làng nghề chế biến nông sản thực phẩm              | Dương Liễu – Hoài Đức |
| 7   | Làng nghề chế biến nông sản thực phẩm              | Cát Quế – Hoài Đức    |
| 8   | Làng nghề Nhiếp ảnh truyền thống thôn Lai Xá       | Kim Chung – Hoài Đức  |
| 9   | Làng nghề Bánh đa nem Ngự Câu                      | An Thượng – Hoài Đức  |
| 10  | Làng nghề xây dựng, chế biến nông sản              | Yên Sở - Hoài Đức     |
| 11  | Làng nghề cơ khí, mộc dân dụng, mỹ nghệ Đại Tự     | Kim Chung – Hoài Đức  |
| 12  | Làng nghề dệt may, chế biến nông lâm sản Đồng Nhân | Đông La – Hoài Đức    |

## Văn hóa, kiến trúc, di tích

### Nghệ thuật
Nghệ thuật tranh Kim Hoàng là một trong bốn nghệ thuật tranh: tranh Hàng Trống, tranh Đông Hồ, tranh Kim Hoàng, tranh làng Sình.
Kim Hoàng (vùng đất nay thuộc xã Vân Canh, huyện Hoài Đức) là hợp nhất của hai làng Kim Bảng và Hoàng Bảng, xây dựng đình chung vào ngày 3 tháng 2 năm Chính Hòa thứ 22. Tranh Kim Hoàng cũng giống như ba dòng tranh trên, cũng đủ loại như thờ cúng, chúc tụng, châm biếm... Dòng tranh Kim Hoàng có nét khắc thanh mảnh, tỷ mỷ hơn tranh Đông Hồ, màu sắc tươi hơn dòng tranh Hàng Trống. Về màu, tranh Kim Hoàng dùng mực tàu, trắng là thạch cao, chàm xanh từ mực tàu hòa với màu nước chàm và các màu lấy từ thiên nhiên... Giấy in không quét điệp như tranh Đông Hồ, cũng không dùng giấy xuyến như tranh Hàng Trống mà in trên giấy đỏ, giấy hồng điều, giấy tàu vàng... Ví dụ như tranh lợn bột in hình con lợn mình đen, viền trắng cách điệu rất ngộ nghĩnh trên giấy nền đỏ tạo một vẻ đẹp gây ấn tượng mạnh mẽ trong dòng tranh Kim Hoàng. Cũng như các dòng tranh khác, tranh Kim Hoàng cũng dần bị thất truyền. Ngày nay, một vài ván in của dòng tranh này vẫn được lưu giữ ở Bảo tàng Mỹ thuật Việt Nam.

### Công trình, di tích
- Chùa Tổng La Phù
- Quán Giá
- Quán Linh Tiên
- Tượng đài Sấu Giá
- Lăng quận công Phạm Mẫn Trực
- Lăng quận công Phạm Đôn Nghị
- Đình Kim Hoàng
- Chùa, Đình, Quán Lại Yên
- Đình Tiền Lệ
- Chùa Hương Trai
- Đình Sơn Đồng
- Đình Giang Xá

## Danh nhân
| Họ Tên                       | Năm sinh - mất | Quê Xã     | Chức vụ | Ghi chú                                      |
| Lý Phục Man                  | Nhà Tiền Lý    | Yên Sở     | Gia Thông Đại vương, Tiền Lý Triều Thái úy, Phò mã. |                                              |
| Đỗ Kính Tu                   | Nhà Lý         | Vân Canh   | Đế Sư, Thái úy, Thái phó, Thái Bảo. | Được ban quốc tính nên còn gọi là Lý Kính Tu |
| Nguyễn Tài Thu               | 1931-2021      | Vân Canh   | Giáo sư, thầy thuốc Nhân dân, Anh hùng lao động Nguyên Phó Chủ tịch hội châm cứu Thế giới Nguyên Chủ tịch hội châm cứu Việt Nam Nguyên Chủ tịch Hội Cứu trợ Trẻ em tàn tật Việt Nam |                                              |
| Lê Quang Huy                 | 1966           | Vân Canh   | Chủ nhiệm Ủy ban Khoa học Công nghệ và Môi trường của Quốc hội |                                              |
| Nguyễn Thúc Thông            | ? - ?          | Cát Quế    | Tiến sĩ năm Thái Hòa Thứ 6, 1448 |                                              |
| Nguyễn Viết Thứ              | 1644 - 1692    | Sơn Đồng   | Tham Tụng (tể tướng của Phủ Chúa), Hình Bộ Thượng Thư Truy Phong: Tử Tước, Lại Bộ Thượng Thư                                                                                        |                                              |
| Nguyễn Danh Dự               | 1657 - 1714    | Dương Liễu | Bá Tước, Bồi Tụng, Lễ Bộ Tả Thị Lang |                                              |
| Nguyễn Quang Dương           | 1962           | Dương Liễu | Phó Trưởng Ban Tổ chức Trung ương |                                              |
| Nguyễn Quang Đức             | 1971           | Dương Liễu | Phó Trưởng Ban Dân vận Trung ương |                                              |
| Nguyễn Văn Huyên             | 1905 - 1975    | Kim Chung  | Giáo sư Sử học, Văn hóa Bộ trưởng Bộ giáo dục (1946 - 1975). |                                              |
| Tạ Anh Tuấn                  | 1969           | La Phù     | Phó Bí thư Tỉnh ủy - Chủ tịch UBND tỉnh Phú Yên |                                              |
| Nguyễn Văn Sơn               | 1964           | Đông La    | Nguyên Phó Bí thư Tỉnh ủy, nguyên Chủ tịch UBND tỉnh Hà Giang |                                              |
| Lê Ngọc Hiền                 | 1928-2006      | Đức Thượng | Nguyên Phó Tổng tham mưu trưởng Quân đội nhân dân Việt Nam |                                              |
| Thượng tướng Nguyễn Doãn Anh | 1967           | An Thượng  | Bí Thư Tỉnh ủy Thanh Hóa |                                              |

## Giáo dục

### Các trường Đại học ,Cao đẳng
- Trường Đại Học Thành Đô (xã Kim Chung)
- Học viện Chính sách và Phát triển (khu đô thị nam An Khánh)

### Các trường khối Trung học Phổ thông
- Trường Trung học phổ thông Hoài Đức A (xã Kim Chung)
- Trường Trung học phổ thông Hoài Đức B (xã An Khánh)
- Trường Trung học phổ thông Hoài Đức C (xã Song Phương)
- Trường Trung học phổ thông Vạn Xuân - Hoài Đức (xã Cát Quế)
- Trường Phổ thông dân lập Bình Minh (gồm cơ sở 1 tại xã Đức Thượng và cơ sở 2 tại xã An Khánh)
- Trung tâm Giáo dục nghề nghiệp – Giáo dục thường xuyên huyện Hoài Đức (xã An Khánh và Xã Kim Chung)

### Các trường khối Trung học cơ sở
| - Trường Trung học cơ sở thị trấn Trạm Trôi - Trường Trung học cơ sở Nguyễn Văn Huyên - Trường Trung học cơ sở An Khánh - Trường Trung học cơ sở An Thượng - Trường Trung học cơ sở Cát Quế A - Trường Trung học cơ sở Cát Quế B - Trường Trung học cơ sở Di Trạch - Trường Trung học cơ sở Dương Liễu - Trường Trung học cơ sở Đắc Sở - Trường Trung học cơ sở Đông La - Trường Trung học cơ sở Đức Giang | - Trường Trung học cơ sở Đức Thượng - Trường Trung học cơ sở Kim Chung - Trường Trung học cơ sở La Phù - Trường Trung học cơ sở Lại Yên - Trường Trung học cơ sở Minh Khai - Trường Trung học cơ sở Song Phương - Trường Trung học cơ sở Sơn Đồng - Trường Trung học cơ sở Tiền Yên - Trường Trung học cơ sở Vân Canh - Trường Trung học cơ sở Vân Côn - Trường Trung học cơ sở Yên Sở |

### Khối trường tiểu học
| - Trường Tiểu học Lý Nam Đế - Trường Tiểu học Vạn Xuân - Trường Tiểu học An Khánh A - Trường Tiểu học An Khánh B - Trường Tiểu học An Thượng A - Trường Tiểu học An Thượng B - Trường Tiểu học dân lập Bình Minh - Trường Tiểu học Cát Quế A - Trường Tiểu học Cát Quế B - Trường Tiểu học Di Trạch - Trường Tiểu học Dương Liễu A - Trường Tiểu học Dương Liễu B - Trường Tiểu học Đắc Sở | - Trường Tiểu học Đông La - Trường Tiểu học Đức Giang - Trường Tiểu học Đức Thượng - Trường Tiểu học Kim Chung A - Trường Tiểu học La Phù - Trường Tiểu học Lại Yên - Trường Tiểu học Minh Khai - Trường Tiểu học Song Phương - Trường Tiểu học Sơn Đồng - Trường Tiểu học Tiền Yên - Trường Tiểu học Vân Canh - Trường Tiểu học Vân Côn - Trường Tiểu học Yên Sở |